# Vänersborg

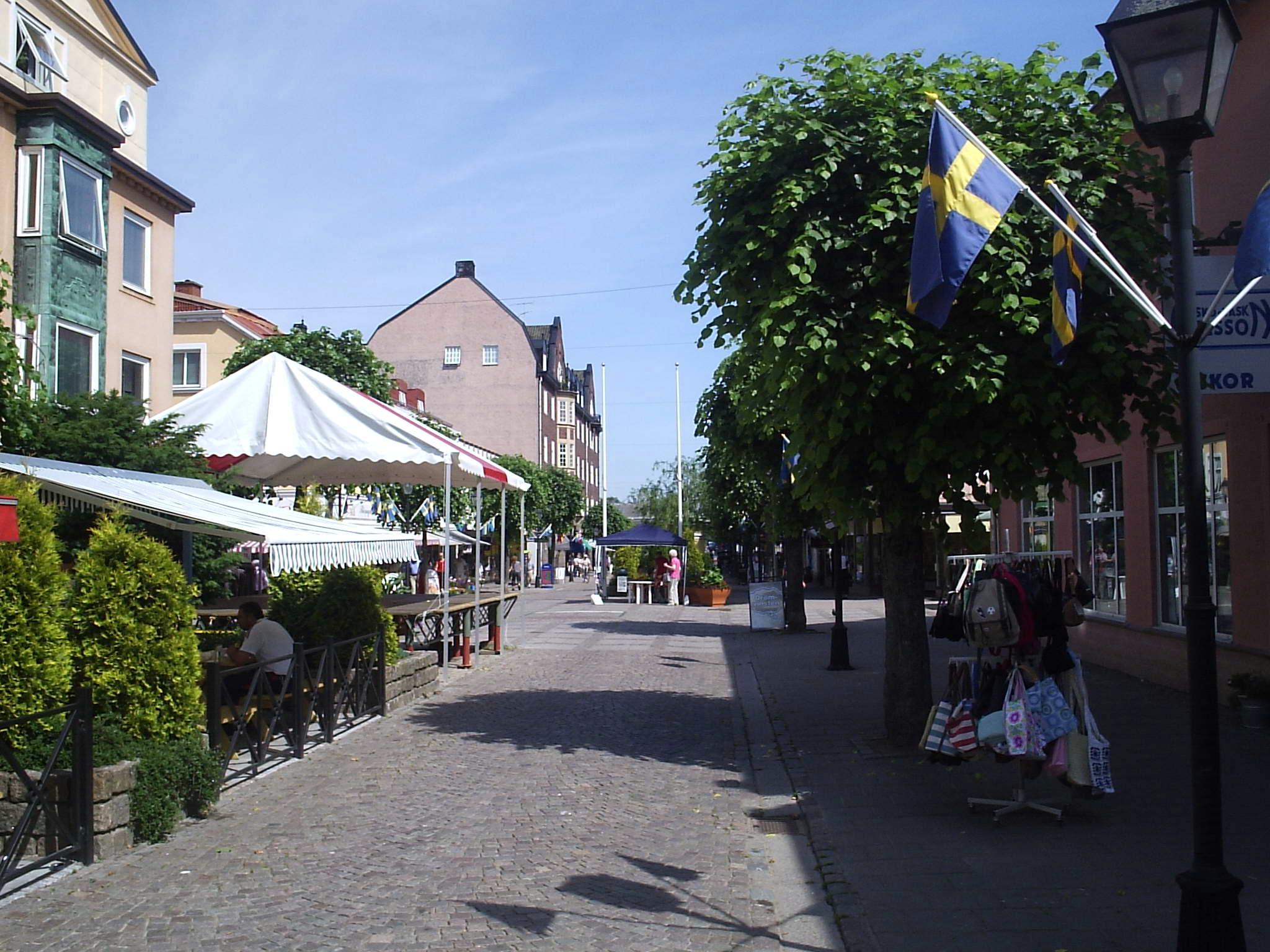
Vänersborg

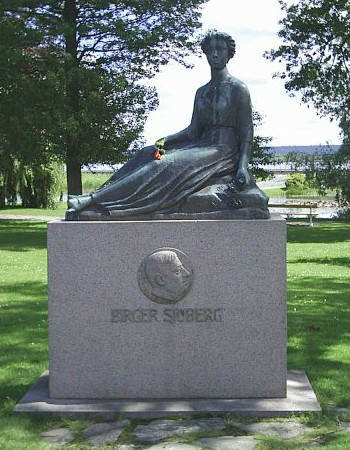
Frida-Statue in Vänersborg (siehe Birger Sjöberg)

Vänersborg (deutsch veraltet Wenersburg) ist eine Stadt in der Region Västra Götaland und liegt in der schwedischen Provinz Västra Götalands län und der historischen Provinz Västergötland.
Der Hauptort der Gemeinde Vänersborg liegt am südlichen Ende des Sees Vänern, am Ausfluss des Göta älvs, etwa 85 km nordöstlich der Provinzhauptstadt Göteborg.

## Geschichte
Vänersborg liegt an der Stelle einer älteren Siedlung, die im Zusammenhang mit der Verleihung der Stadtprivilegien 1644 in Vänersborg umbenannt wurde. Die Stadt war nicht nur eine wichtige Handelsstadt, sondern auch Grenz- und Garnisonsstadt, die die Verbindung des Handelsweges längs des Göta älv mit dem Vänern kontrollierte und schützte. Sie wurde in den Kriegen des 17. Jahrhunderts mehrmals besetzt und zerstört.
1690 wurde Vänersborg Residenzstadt der Provinz Älvsborgs län, die 1998 in der neuen Provinz Västra Götalands län aufging.
Um 1800 war Vänersborg mit ungefähr 1.500 Einwohnern eine mittelgroße Stadt, wuchs aber nach der Eröffnung des Trollhätte-Kanals und des Göta-Kanals stark. Im 20. Jahrhundert entwickelte sich die Stadt zu einem wichtigen Dienstleistungszentrum für die Region, während das nahe gelegene Trollhättan die führende Rolle im industriellen Sektor übernahm.

## Stadtbild
Die Anlage der Stadt folgte dem regelmäßigen, schachbrettartigen Grundriss des 17. Jahrhunderts. Nach einem großen Brand 1834 wurde der zentrale Teil in eine Esplanade umgewandelt, an der die großen öffentlichen Gebäude, darunter Residenz, Kirche und Museum, liegen. Die Bebauung des Stadtzentrums stammt aus der zweiten Hälfte des 19. Jahrhunderts oder später, da nur wenige Gebäude den Stadtbrand überstanden. Dennoch wird die Stadt „Klein-Paris“ genannt, da sie nach Meinung des bekannten Dichters und Sängers Birger Sjöberg, der französischen Hauptstadt ähnelt.

## Wirtschaft
Vänersborg ist ein wichtiges Verwaltungszentrum, da sich ein Teil der Provinzialverwaltung sowie der Verwaltung des Provinziallandtages auch heute noch in der Stadt befinden. Gleichzeitig ist es ein wichtiger Verkehrsknotenpunkt, sowohl für die Binnenschifffahrt wie auch als Knotenpunkt für die Eisenbahn und das Straßennetz. Südlich der Stadt liegt der Flughafen Vänersborg-Trollhättan.

## Verkehr

### Fernstraßen
Vänersborg liegt an der E45 nördlich von Trollhättan. Seit 2009 wird diese Straße zwischen dem Nachbarort Trollhättan und Göteborg vierspurig als Autobahn ausgebaut, da Göteborg für den Autohersteller Saab der wichtigste Exporthafen ist und die Regierung so positiv auf die Entwicklung des Produktionsstandortes in Trollhättan einwirken will.
Außerdem beginnt südlich der Stadt die Autobahn 44, die über Uddevalla zur E6 führt.

### Schienenverkehr
Nahe dem Zentrum befinden sich sowohl ein Busbahnhof als auch der Bahnhof Vänersborg Central. Vänersborg liegt an der Bahnstrecke Uddevalla–Herrljunga (Älvsborgsbanan) und wird überwiegend von Regionalzügen der Regionalbahngesellschaft Västtågen bedient, vereinzelt halten auch Schnellzüge der Baureihe SJ X2 in Richtung Stockholm.

### Flugplatz
Im Nachbarort Trollhättan befindet sich der Flughafen Trollhättan-Vänersborg (IATA-Code: THN). Der Flugplatz befindet sich in unmittelbarer Nähe zu den Saab-Autowerken. Die einzige dort aktive Fluglinie ist die Golden Air, welche mit ihren Saab-Propellerflugzeugen Linienflüge nach Stockholm/Bromma durchführt.
Trotz des eingeschränkten Angebotes wird der Flughafen intensiv genutzt, sowohl Taxi-Unternehmen als auch Autovermietungen sind vor Ort.

## Söhne und Töchter der Stadt
- Johan Fredrik Åbom (1817–1900), Architekt
- Gustav Almgren (1906–1936), Fechter
- Agnes Carlsson (* 1988), Sängerin
- Axel Wilhelm Eriksson (1846–1901), Afrikaforscher, Ornithologe und Großwildjäger
- Sören Halldén (1923–2010), Philosoph und Logiker
- Andreas Johansson (* 1978), Fußballspieler
- Lewi Pethrus (1884–1974), Pastor
- Stig Rudberg (1920–2011), Klassischer Philologe und Hochschullehrer
- Erik Saedén (1924–2009), Opernsänger
- Lina Scheynius (* 1981), Fotografin
- Birger Sjöberg (1885–1929), Dichter und Schriftsteller
- Johan Emanuel Wikström (1789–1856), Botaniker
- Gertrud Zachau (1872–1953), Turnerin und Frauenrechtlerin

## Städtepartnerschaften
- Omaruru[3]
- Lich (Hessen)